# أليس فييرا
أليس فييرا (بالبرتغالية: Alice Vieira‏) هي كاتِبة وكاتبة للأطفال وصحفية برتغالية، ولدت في 20 مارس 1943 في لشبونة في البرتغال.